# 홍승민
홍승민(2001년 8월 3일 ~ )은 대한민국의 전직 카트라이더 프로게이머로 아이디는 Daldda를 사용했다.

## 선수 시절
2023년 5월, 리브 샌드박스에 입단했다. 프리시즌2 팀전 준우승을 달성했다. 2023시즌 팀전 준우승, 개인전 22위를 기록했다.  이후 팀이 해체되었다.

## 소속팀
| # | 팀명            | 소속 기간                 | 소속 리그 | 비고 |
| - | --------------- | ------------------------- | --------- | ---- |
| 1 | 아프리카 프릭스 | 2019.08.12. ~ 2019.11.24. | KRL       |      |
| 2 | 아프리카 프릭스 | 2020.06.17. ~ 2021.05.21. | KRL       |      |
| 3 | 리브 샌드박스   | 2023.05.24. ~ 2023.12.09. | KDL       |      |

## 수상 내역

### 크레이지레이싱 카트라이더
- 2019 KT 5G 멀티뷰 카트라이더 리그 시즌 2 팀전 3위

### 카트라이더: 드리프트
공식 대회 준우승 1회
- 카트라이더: 드리프트 리그 프리시즌 2 팀전 준우승
- 2023 대전 레이싱 챌린지 준우승
- 2023 카트라이더: 드리프트 리그 팀전 준우승